# Pegau
Pegau − miasto w Niemczech, w kraju związkowym Saksonia, w okręgu administracyjnym Lipsk, w powiecie Lipsk (do 31 lipca 2008 w powiecie Leipziger Land), siedziba wspólnoty administracyjnej Pegau.
1 stycznia 2012 do miasta przyłączono gminę Kitzen, która stała się jego dzielnicą.

## Geografia

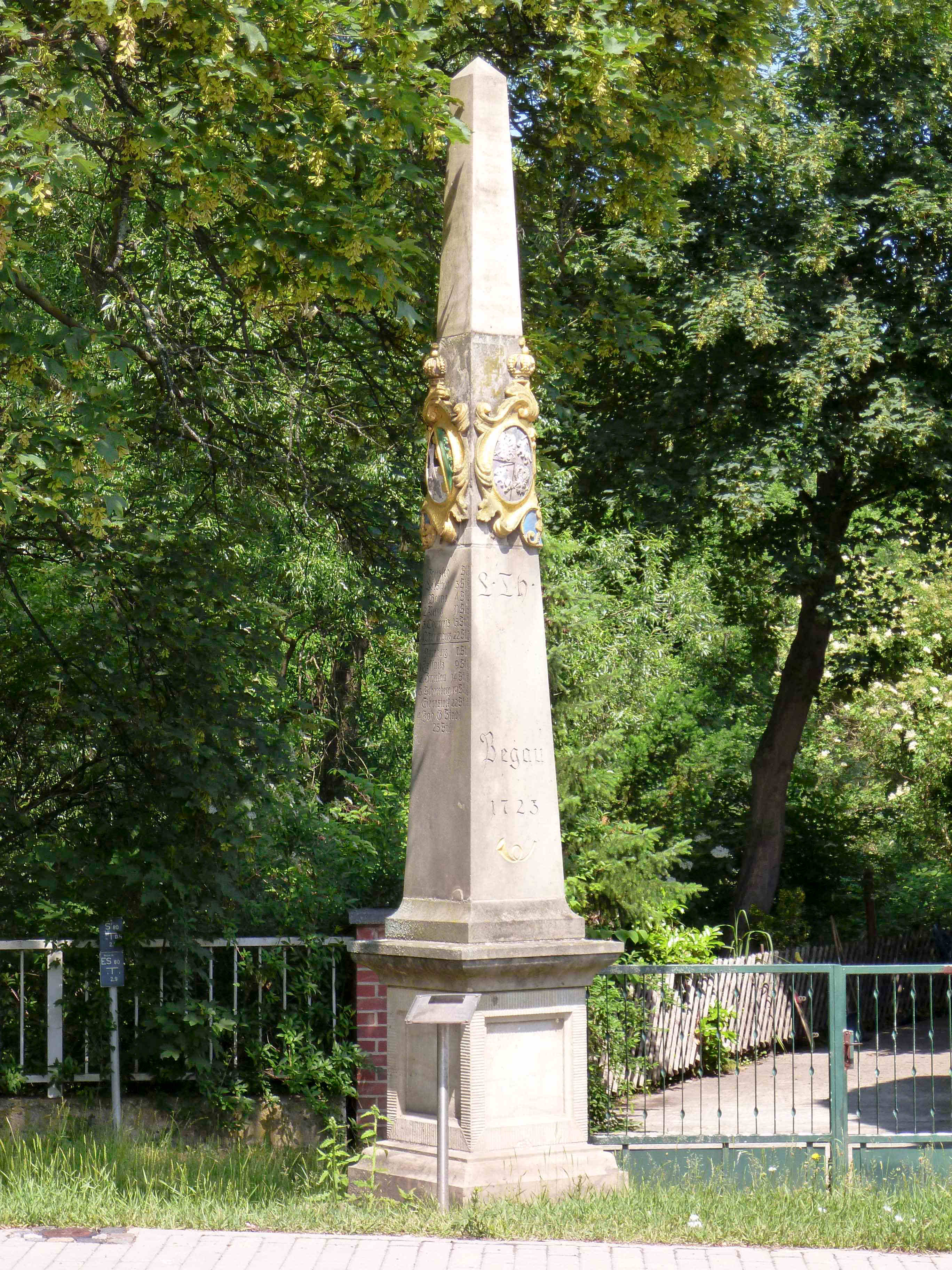
Słup dystansowy poczty polsko-saskiej z 1723 roku

Pegau leży nad rzeką Biała Elstera, ok. 25 km na południe od Lipska.

## Osoby związane z miastem
- Johann David Heinichen – niemiecki kompozytor
- Karl Volkmar Stoy – niemiecki pedagog, przedstawiciel herbartyzmu
- Christian Gottlieb Straus – krawiec na dworze Stanisława Augusta

## Współpraca
Miejscowość partnerska:
- Wachenheim an der Weinstraße, Nadrenia-Palatynat

## Bibliografia

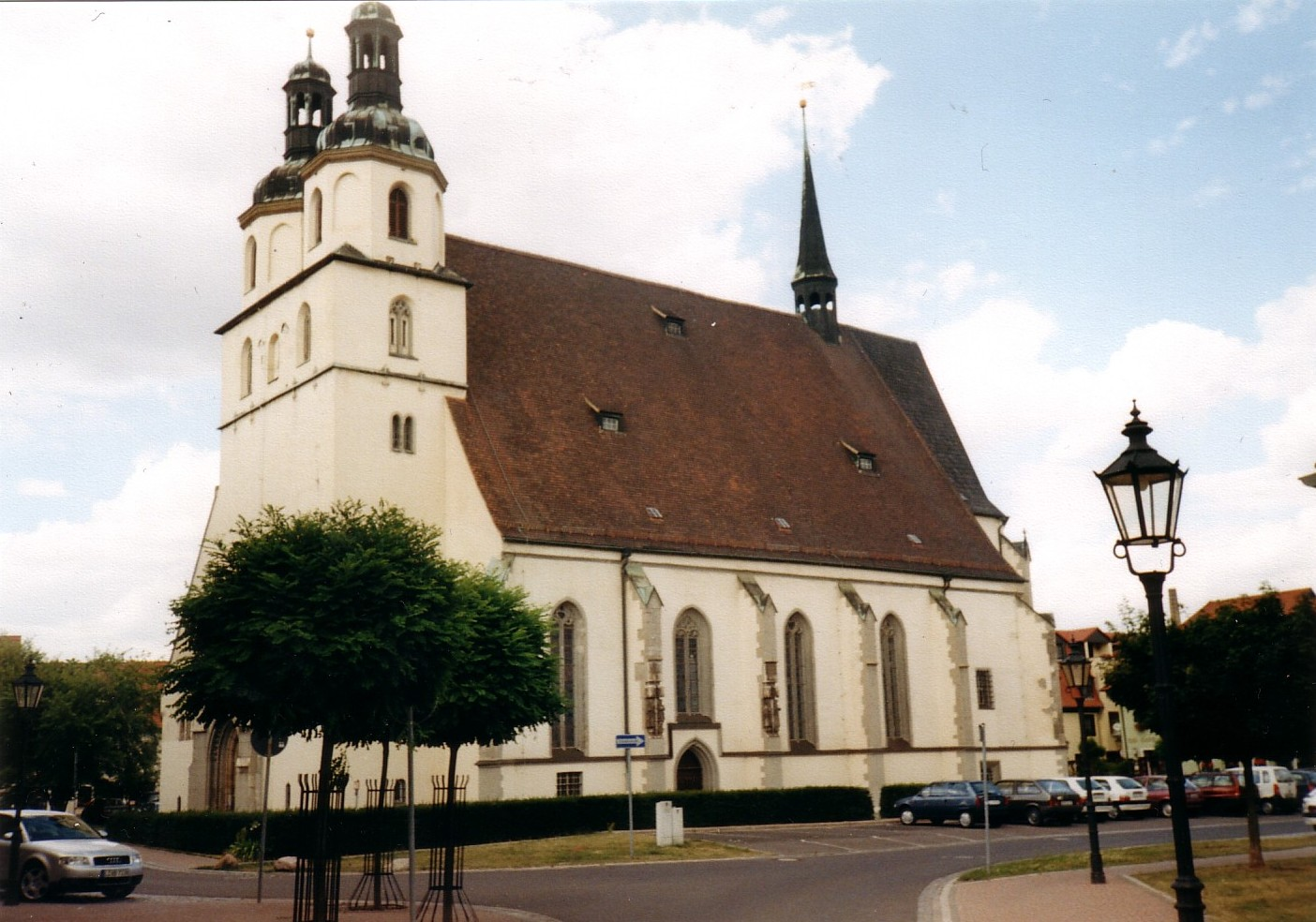
Kościół św. Wawrzyńca (Sankt-Laurentius)